# Theristus maspapillatus
Theristus maspapillatus is een rondwormensoort uit de familie van de Xyalidae. De wetenschappelijke naam van de soort is voor het eerst geldig gepubliceerd in 1890 door Cobb.